# Febre das trincheiras
Febre das trincheiras, "febre de cinco dias" ou "febris quintana" é uma doença causada pela bactéria Bartonella quintana (antigamente considerado uma Rickettsia) e transmitida pelo piolho humano (Pediculus humanus) ou por lesões de pele. Foi associada a trincheiras, porque ocorreram terríveis pandemias na primeira e segunda guerra mundial.

## Causas
A bactéria gram-negativa intracelular Bartonella quintana é transmitida pelo piolho corporal humano (Pediculus humanus), pela pulga dos cães e gatos (Ctenocephalides felis) ou por contato com lesões de pele infectadas. A bactéria invade hemácias e células endoteliais onde fica temporariamente protegida do sistema imune. Quando começa a multiplicar-se no interior das células endoteliais, citocinas pró-inflamatórias são ativados, suprimindo a apoptose, aumenta a proliferação vascular. 

## Sinais e sintomas
Após 7 a 48 dias de incubação e tem sintomas muito variados que podem incluir:
- Febre recorrente durante dois meses ou contínua, muitas vezes associada com suor e calafrio (comum)
- Dor de cabeça intensa, súbita, na testa, muitas vezes associada a um torcicolo e sensibilidade a luz (fotofobia) (comum)
- Fraqueza e dor nos ossos, especialmente das pernas e lombar (comum)
- Conjuntivite (incomum)
- Sintomas neurológicos: Mau humor, inquietação e insônia (incomum)
- Dificuldade para respirar (dispneia) (incomum)
- Dor abdominal difusa, muitas vezes associada com perda do apetite, náuseas, vômitos, perda de peso e diarreia ou constipação (incomum)
- Gânglios do pescoço inflamados (linfadenopatia) (incomum)

### Complicações
- Angiomatose bacilar (Grandes nódulos vermelhos na pele)
- Endocardite
- Insuficiência cardíaca
- Bacteriemia

## Epidemiologia
Como é transmitida por piolhos, geralmente associada com guerras, fome, desnutrição, pobreza, alcoolismo, abuso de drogas e falta de higiene. Em pessoas saudáveis pode parecer apenas uma febre persistente com dor, mas em pessoas imunodeprimidas pode causar sérios problemas cardiovasculares e levar meses para curar.

## Tratamento
Normalmente é tratado com antibióticos do grupo das tetraciclinas. Em casos sem complicações pode-se usar doxiciclina 100 mg por via oral duas vezes por dia durante 28 dias e gentamicina a 3 mg/kg/dia por via intravenosa durante 14 dias. Macrólidos e ceftriaxona também são eficazes. O cloranfenicol é um medicamento alternativo recomendado em circunstâncias que tornam o uso de derivados de tetraciclina indesejáveis, tais como mau funcionamento do fígado, insuficiência renal, em crianças menores de nove anos e em mulheres grávidas. Eritromicina 500 mg por via oral 4 vezes por dia durante 3 meses é a recomendação quando há angiomatose bacilar ou linfadenopatia crônica.